# Rarities 1994–1999
Rarities 1994–1999 är ett samlingsalbum utgivet av den australiska gruppen Silverchair.

## Låtlista
1. "Untitled" – 3:30
2. "New Race" – 3:20
3. "Trash" – 2:46
4. "Ana's Song (Open Fire)" (acoustic remix) – 3:51
5. "Madman" (Vocal Version) – 2:44
6. "Blind" – 4:15
7. "Punk Song #2" – 2:45
8. "Wasted/Fix Me" – 1:51
9. "Minor Threat" – 1:36
10. "Freak" (Remix for Us Rejects) – 4:13
11. "Spawn" (Pre-Vitro Version) – 2:57